# Estefanía Torres Martínez
Estefanía Torres Martínez (ur. 27 kwietnia 1982 w Cudillero) – hiszpańska polityk i politolog, deputowana do Parlamentu Europejskiego VIII kadencji.

## Życiorys
Absolwentka nauk politycznych i administracyjnych na Universidad de Granada, kształciła się następnie na studiach magisterskich z ekonomii i socjologii na Universidad de Oviedo.
W 2014 wystartowała w wyborach europejskich z listy nowo utworzonej lewicowej partii Podemos. Eurodeputowaną została w marcu 2015, gdy z zasiadania w PE zrezygnował Pablo Echenique-Robba. Przystąpiła do Zjednoczonej Lewicy Europejskiej – Nordyckiej Zielonej Lewicy.